# Rosa Grimm
Rosa Grimm (geboren am 27. Januar 1875 in Odessa, Russisches Kaiserreich; heimatberechtigt in Hinwil; gestorben am 12. November 1955 in Oetwil am See) war eine Schweizer Politikerin (SP/KPS).

## Leben und Politik
Rosa Grimm stammte aus einer wohlhabenden jüdisch-bürgerlichen Kaufmannsfamilie und war Tochter des Wolf Schlain und der Edlewod geborene Fatik aus Kischinjow. Sie besuchte von 1893 bis 1904 mit Unterbruch die Universität Bern. Im Jahr 1894 heiratete sie den promovierten Schriftsteller Jovel Reichesberg und wurde Mutter eines Sohns (geb. 1894). Ihr zweiter Ehemann wurde 1908 der Sozialdemokrat Robert Grimm. Nach der zweiten Scheidung zog sie 1916 nach Zürich und arbeitete in der Buchhandlung der Sozialistischen Jugend. Ab Sommer 1919 wirkte sie in der Redaktion des Vorwärts mit. Grimm war von 1921 bis 1926 für die literarische Beilage Der Weggefährte verantwortlich. Sie verfasste Theaterkritiken sowie Rezensionen und habe «in pointierter und ironischer Weise unter anderem über Frauenfragen und den Marxismus» geschrieben.
Grimm gehörte dem linken Flügel der Sozialdemokratischen Partei (SP) an und wurde 1921 Mitbegründerin der Kommunistischen Partei der Schweiz (KPS). Am dritten Kongress der Komintern in Moskau war sie 1921 Schweizer Delegierte. In der Folge fuhr sie wiederholt in die Sowjetunion und war dort von 1930 bis 1931 Mitarbeiterin der Editionsabteilung der Komintern, setzte aber auch ihre Mitarbeit beim Vorwärts fort. Bis zur Zwangsauflösung der KPS blieb Grimm ein loyales Parteimitglied, äusserte sich aber zu Beginn der 1930er Jahre kritisch über die Sowjetunion. Im Jahr 1943 trat sie wieder in die Sozialdemokratische Partei ein.

## Schriften
- Parteipolitische Tagesfragen. Sozialdemokratische Partei der Stadt Zürich, 1918.

## Belege
1. ↑  Aline Masé: Naum Reichesberg (1867–1928). Sozialwissenschaftler im Dienst der Arbeiterklasse. Chronos Verlag, Zürich 2019, ISBN 978-3-0340-1544-8, S. 71–75.
2. 1 2  Brigitte Studer: Rosa Grimm. In: Historisches Lexikon der Schweiz.  23. November 2017, abgerufen am 7. Februar 2025.

| Personendaten    | Personendaten                                                                |
| ---------------- | ---------------------------------------------------------------------------- |
| NAME             | Grimm, Rosa                                                                  |
| ALTERNATIVNAMEN  | Reichesberg-Schlain, Rosa (früherer Name); Grimm-Reichesberg, Rosa (Ehename) |
| KURZBESCHREIBUNG | Schweizer Politikerin (SP/KPS)                                               |
| GEBURTSDATUM     | 27. Januar 1875                                                              |
| GEBURTSORT       | Odessa, Russisches Kaiserreich                                               |
| STERBEDATUM      | 12. November 1955                                                            |
| STERBEORT        | Oetwil am See, Schweiz                                                       |